# Anthophora thomsoni
Anthophora thomsoni är en biart som beskrevs av Saunders 1882. Anthophora thomsoni ingår i släktet pälsbin, och familjen långtungebin. Inga underarter finns listade i Catalogue of Life.